# Jin Ling

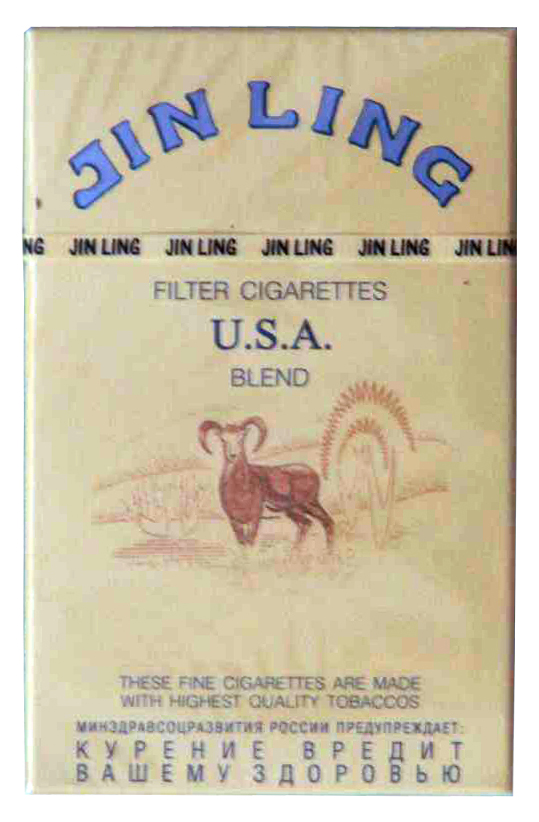
Jin Ling

Jin Ling är ett ryskt cigarettmärke som produceras av Kaliningrad-baserade tillverkaren Baltic Tobacco Company (ryska: Балтийская табачная фабрика, BTC). Namnet kommer från Jinling, ett äldre namn på Nanjing, där varumärket ursprungligen utvecklades av den kinesiska statliga Nanjing Tobacco Factory. Efter att varumärket dog ut återinförde Baltic Tobacco Company det år 1997.
Paketets design liknar det amerikanska varumärket Camel i färg, typsnitt och layout, men istället för en dromedar har den en bergsget. Jin Ling-cigaretter säljs endast olagligt och varumärket är det första som uttryckligen konstruerats för smuggling.  Det har rapporterats av tulltjänstemän som det "mest beslagtagna" varumärket i Europa. År 2007 beslagtogs 258 miljoner Jin Ling-cigaretter av myndigheterna i EU-länderna. Jin Ling innehåller även ämnet asbest som har en cancerframkallande effekt.

## Styrka per cigarett
- Tjära 10mg
- Nikotin 1mg
- kolmonoxid 10mg